# Justin Holiday
Justin Alaric Holiday (ur. 5 kwietnia 1989 w Mission Hills) – amerykański koszykarz, występujący na pozycjach obrońcy oraz skrzydłowego, obecnie zawodnik Dallas Mavericks.

## Kariera sportowa
W lipcu 2015 został zawodnikiem Atlanty Hawks. 18 lutego 2016 roku w ramach wymiany między trzema klubami trafił do Chicago Bulls.
22 czerwca 2016 w ramach wymiany trafił do New York Knicks. 10 lipca 2017 został po raz drugi w karierze zawodnikiem Chicago Bulls. 3 stycznia 2019 trafił w wyniku wymiany do Memphis Grizzlies.
31 lipca 2019 zawarł kontrakt z Indianą Pacers. 8 lutego 2022 został wytransferowany do Sacramento Kings. 6 lipca 2022 trafił w wyniku wymiany do Atlanty Hawks. 9 lutego 2023 trafił do Houston Rockets w wyniku transferu. 13 lutego 2023  opuścił klub. Dwa dni później został zawodnikiem Dallas Mavericks. 6 lipca 2023 dołączył do Denver Nuggets.

## Osiągnięcia
Stan na 19 września 2023, na podstawie, o ile nie zaznaczono inaczej.
NCAA
- Uczestnik rozgrywek:
  - Sweet Sixteen turnieju NCAA (2010)
  - II rundy turnieju NCAA (2009–2011)
- Mistrz:
  - turnieju konferencji Pac-10 (2010, 2011)
  - sezonu regularnego Pac-10 (2009)
- Zaliczony do I składu Pac-10 (2010)

Inne
- Mistrz Węgier (2014)
- Zdobywca pucharu:
  - Węgier (2014)
  - Belgii (2012)
- 2-krotny uczestnik EuroChallenge (2012, 2014)[14]
- Zaliczony do:
  - III składu D-League (2013)
  - II składu defensywnego D-League (2013)
- Uczestnik konkursu rzutów za 3 punkty podczas meczu gwiazd D-League (2013)

NBA
- Mistrz NBA (2015)[15]
- Zaliczony do składu Honorable Mention podczas rozgrywek ligi letniej w Orlando (2012)